# Les méfaits d'une tête de veau
Les méfaits d'une tête de veau je francouzský němý film z roku 1899. Režisérem je Ferdinand Zecca (1864–1947). Film trvá asi 13 minut. 

## Děj
Telecí hlava uteče řezníkovi z talíře. Řezník ji vrátí zpět. Potom si hlava sedne na ramena řezníka. Hlavu řezníka ozdobí petrželkou a položí na talíř.